# جيمي ديكس
جيمي ديكس (بالإنجليزية: Jimmy Dykes)‏ هو لاعب كرة قاعدة أمريكي، ولد في 10 نوفمبر 1896 في فيلادلفيا في الولايات المتحدة، وتوفي بنفس المكان في 15 يونيو 1976.

## وصلات خارجية
- جيمي ديكس على موقع دوري كرة القاعدة الرئيسي (الإنجليزية)
- جيمي ديكس على موقعبيزبول رفرنس.كوم (الدوري الرئيسي) (الإنجليزية)
- جيمي ديكس على موقعبيزبول رفرنس.كوم (الدوري الثانوي) (الإنجليزية)
- جيمي ديكس على موقع مشجعي الرسوم البيانية (الإنجليزية)